# ゴーシェン (インディアナ州)
ゴーシェン（Goshen [ˈɡoʊʃən]）は、アメリカ合衆国インディアナ州北端部に位置する都市。同州エルクハート郡の郡庁所在地である。人口は34,517人（2020年国勢調査）。約16km北西に位置するエルクハートと共に形成している都市圏はエルクハート郡1郡のみで成っており、207,047人（2020年国勢調査）の人口を抱えている。より広域的には、ゴーシェンは約40km西に位置する州第4の都市サウスベンドの広域都市圏に含まれており、その人口は812,199人（2020年国勢調査）を数える。
RV Capital of the World（世界のRVの都）と呼ばれるエルクハートと同様に、ゴーシェンでもレクリエーショナル・ビークル（RV）製造とその関連産業は市の主要な産業となっている。また、ゴーシェンはメノナイト系のリベラル・アーツ・カレッジ、ゴーシェン大学の大学町でもある。ゴーシェンはカウンティ・フェアとしては全米最大級のものの1つである、エルクハート郡4-Hフェアが行われる地でもある。

## 歴史
1787年に北西部領土が創設された時、この地にはオタワ族、チペワ族、ポタワトミ族等のネイティブ・アメリカンが住み着いていた。やがて、17世紀にイギリスから移入してきた清教徒たちの子孫が人口過密になってきたニューイングランドからこの地に移入し、エルクハート郡を創設した。1830年の創設当初、郡庁はダンラップに置かれていたが、翌1831年に郡の中央部にゴーシェンが創設され、郡庁が移された。ゴーシェンという名は、聖書に登場する「ゴセンの地」にちなんでつけられたものであった。
1830年代後期から1840年代中盤にかけてのエルクハート郡、ことにゴーシェンは奴隷制度廃止運動の中心地の1つであった。1840年代のゴーシェンは、友会徒の多いリッチモンドから、フォートウェインを経てミシガン州中央部へと至る、地下鉄道のルート上の重要な経由地であった。しかし南北戦争が終結し、リコンストラクションの時代になると、ゴーシェンは有色人種が日没までに市外に退去することを義務付けた、「サンダウン・タウン」へと転じ、その後20世紀中盤に至るまでそれが続いた。

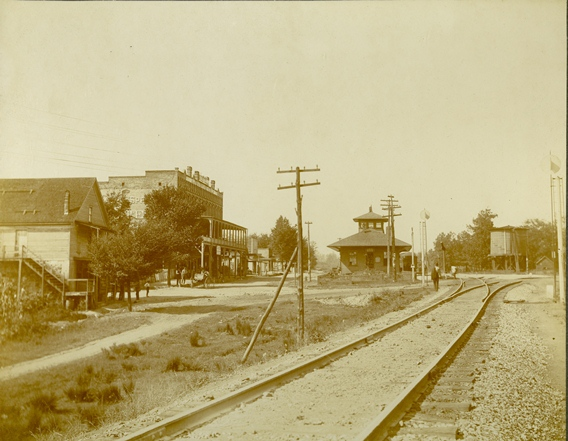
ゴーシェンの鉄道駅

19世紀後半から20世紀前半にかけては実際の鉄道も走った。1852年に通ったゴーシェン最初の鉄道は、エルクハート・ゴーシェン間10.2マイル（16.4km）を結ぶ、ミシガン・サザン・アンド・ノーザン・インディアナ鉄道の路線であった。その5年後、1857年には、ゴーシェンとオハイオ州トレドの間、122マイル（196.3km）が開通した。20世紀に入るとインディアナ州全体でインターアーバンの時代になり、ゴーシェンでも1906年、ウォーソーの南東、ウィノナレイクに至る25マイル（40.2km）の、ウィノナ・インターアーバンの路線が開通した。1910年には、この路線がウィノナレイクからさらに南へ44マイル（70.8km）、インディアナポリスから北上するユニオン・トラクションとの連接点であったペルーまで延伸した。1930年代には、サウスベンドを中心に、ゴーシェンのほかミシガンシティやミシガン州セントジョセフへのインターアーバンも走らせていたノーザン・インディアナ鉄道と、ウィノナ・インターアーバン、そしてユニオン・トラクションとを経由して、サウスベンド～ゴーシェン～ウォーソー～ココモ～インディアナポリスという直通運転もなされた。しかし、20世紀も中盤に入ると、インターアーバンの時代も終焉した。

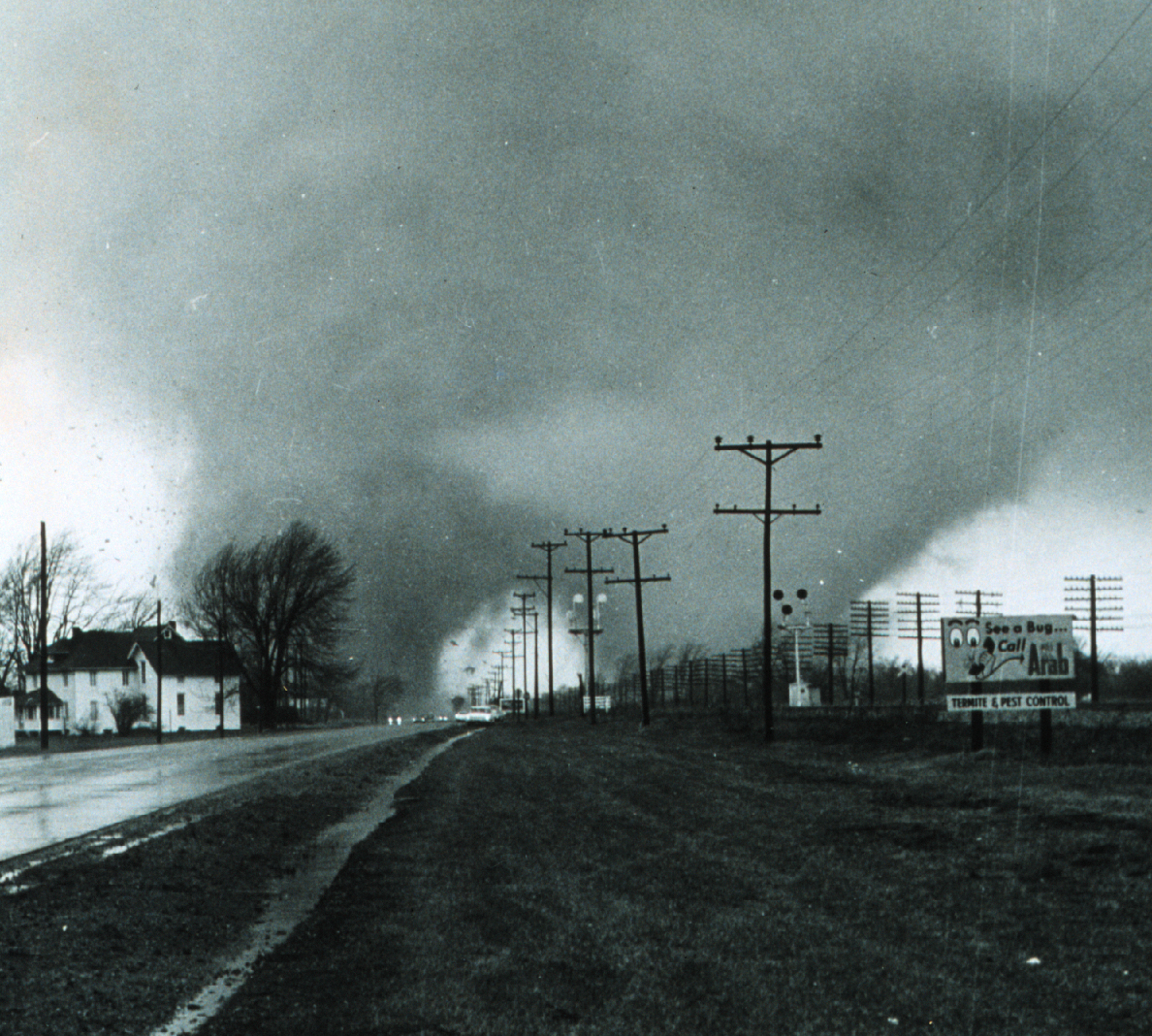
1965年にゴーシェンの北を襲った「双子の竜巻」

1965年4月11日、エルクハート・ゴーシェン都市圏は、後に「1965年パーム・サンデーの竜巻」と呼ばれることになる、中西部各地で大量に発生した竜巻群の中でも最大級の被害をもたらした、「双子の竜巻」の直撃を受けた。藤田スケールF4のこの「双子の竜巻」はゴーシェンの北を通り、エルクハートとの間を通過し、両市間のダンラップCDPやミッドウェイ・トレーラー・パーク（モービル・ホーム等を設置する土地）を直撃し、壊滅させた。この竜巻群による死者は全体で266人にのぼったが、インディアナ州だけでその約半数の137人、エルクハート郡だけで州の約半数の62人を数えた。
20世紀中盤までは「サンダウン・タウン」であったゴーシェンも、21世紀に入って、人種の多様性を受け入れる方向に変わってきている。2006年4月、エルクハート郡当局が年間800万ドルにのぼると見積もられる、税未収による損失への対策として、源泉徴収額を決めるフォームW-4の運用を厳格化する施策を打ち出したのに対して、移民の権利を擁護するデモ集会が、エルクハート郡庁舎敷地で行われた。2015年3月には、「サンダウン・タウン」としての人種隔離を過去の過ちとして認める決議を、市議会が賛成6、反対0（棄権1）で可決した。2017年11月には、当時の大統領、ドナルド・トランプが全米各地で進めていた入国者拘留施設のエルクハート郡内への建設をめぐって、ゴーシェンで反対運動が起こり、市の人口の1/3近くを占めるヒスパニック系（大半はメキシコ系）も多数参加した。

## 地理

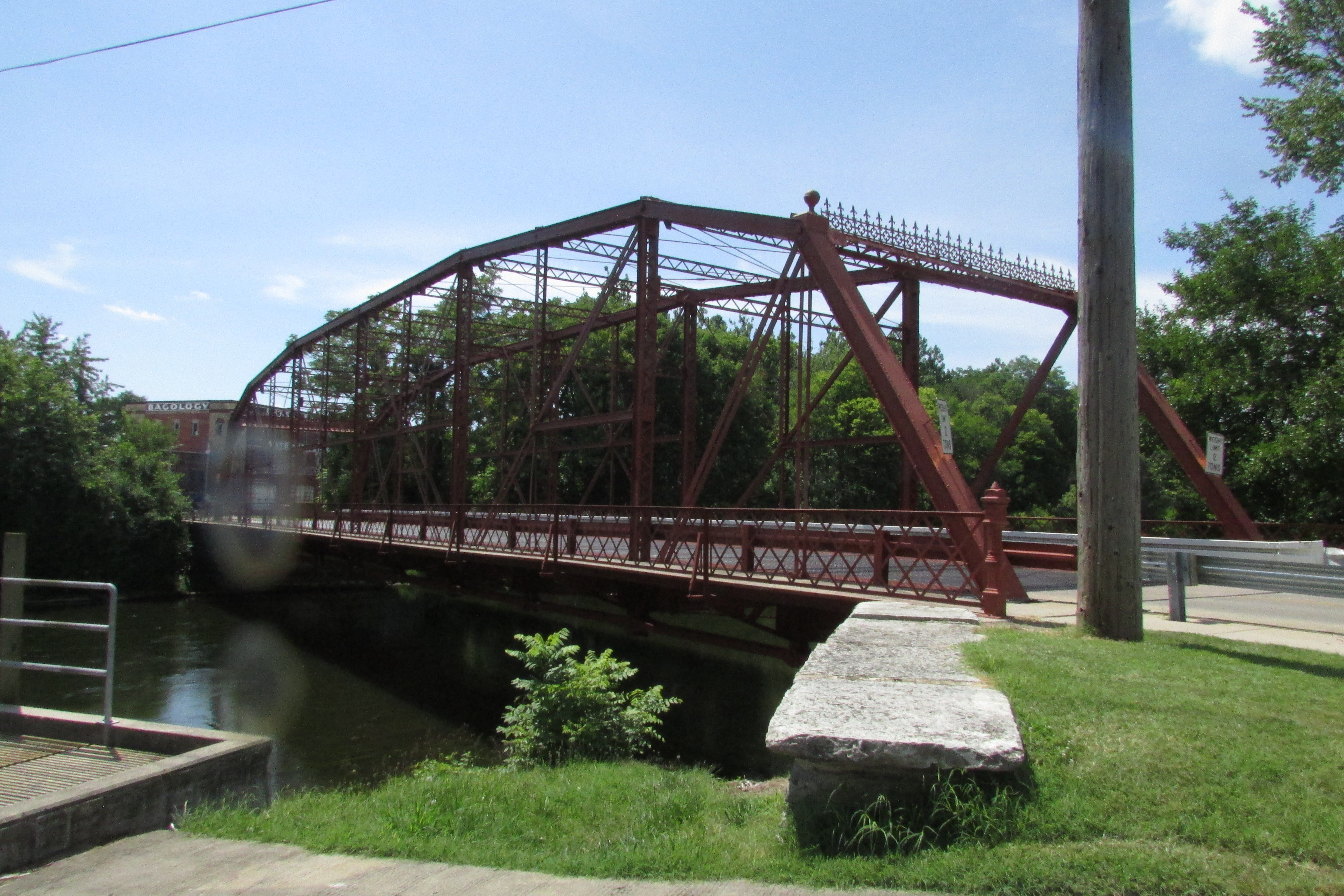
エルクハート川に架かるフォートウェイン・ストリート橋。2005年に国家歴史登録財に指定されている。

ゴーシェンは北緯41度34分55秒 西経85度50分12秒 / 北緯41.58194度 西経85.83667度に位置している。市はインディアナ州北部、ミシガン州との州境に接するエルクハート郡の中央部に位置する。エルクハートからは南東へ約16km、サウスベンドからは東へ約40km、フォートウェインからは北西へ約80km、シカゴからは東へ約160km、州都インディアナポリスからは北へ約205kmである。
アメリカ合衆国国勢調査局によると、ゴーシェン市は総面積46.50km2（17.96mi2）である。そのうち45.54km2（17.59mi2）が陸地で0.96km2（0.37mi2）が水域である。総面積の2.06%が水域となっている。市域は北西-南東方向に細長く広がっており、ミシガン湖に注ぐセントジョセフ川の支流であるエルクハート川が蛇行しながら市域を南から北へ縦断して流れている。市の標高は244mである。

### 気候
ゴーシェンの気候は温暖で湿気の多い夏と寒さの厳しい冬に特徴付けられる内陸型である。また、カナダやミネソタ・ウィスコンシン両州からの寒気がミシガン湖で湿気を増すため、その風下側にあたるゴーシェンにおいては、サウスベンドやエルクハートほどではないものの、冬季に大量の降雪が見られる。最も暖かい7月の平均気温は23℃、最高気温は28℃程度であり、日中32℃を超えることは平年で月に3日程度である。また、最低気温は17℃まで下がり、涼しくなる。最も寒い1月の平均気温は氷点下4℃、最低気温は氷点下8℃まで下がり、最高気温でも0℃を下回り、月のほとんどの日は気温が氷点下に下がる。降水量は夏季の5-8月は多く月間100-110mm、冬季の12-3月は少なく月間50-65mm、その他の月は月間80-90mmである。また、冬季の12-2月には月間22-30cm程度、11月や3月にも月間7-12cm程度の降雪がある。年間降水量は約1,000mm、年間降雪量は約105cmである。ケッペンの気候区分では、ゴーシェンは中西部の五大湖周辺に広く分布する冷帯湿潤気候 (Dfa) に属する。
2018年2月、大雨と融雪によってエルクハート川の水位が13.2フィート（4.0m）上がり、氾濫して300棟以上を損壊させた。こうした洪水や、降雹、大雨といった、インディアナ州における気候変動に対して、市政府はストームウォーター処理の改善や、市内の林冠を45%広げるといった施策を取ってきた。2019年には、ゴーシェン市内で92基の太陽光発電プロジェクトが完了し、太陽光発電による1人あたり発電量は116Wで、フェニックス、サクラメント、ロサンゼルス、サンフランシスコ、デンバーをしのぐものとなった。同年9月には、ゴーシェン大学を会場として、地元インディアナ州の環境運動団体アース・チャーター・インディアナ（Earth Charter Indiana）が主催する気候リーダーシップ・サミット（Climate Leadership Summit）が開催された。
|               | 1月  | 2月  | 3月  | 4月  | 5月   | 6月   | 7月   | 8月  | 9月  | 10月 | 11月 | 12月 | 年      |
| ------------- | ---- | ---- | ---- | ---- | ----- | ----- | ----- | ---- | ---- | ---- | ---- | ---- | ------- |
| 平均気温（℃） | -4.2 | -2.2 | 3.3  | 9.9  | 15.6  | 20.8  | 22.6  | 21.7 | 17.7 | 11.3 | 5.1  | -1.8 | 10.1    |
| 降水量（mm）  | 58.4 | 53.3 | 66.0 | 88.9 | 101.6 | 106.7 | 109.2 | 99.1 | 88.9 | 81.3 | 81.3 | 66.0 | 1,000.7 |
| 降雪量（cm）  | 30.0 | 22.9 | 12.2 | 3.3  | -     | -     | -     | -    | -    | 1.0  | 7.1  | 29.0 | 105.5   |

### 都市概観

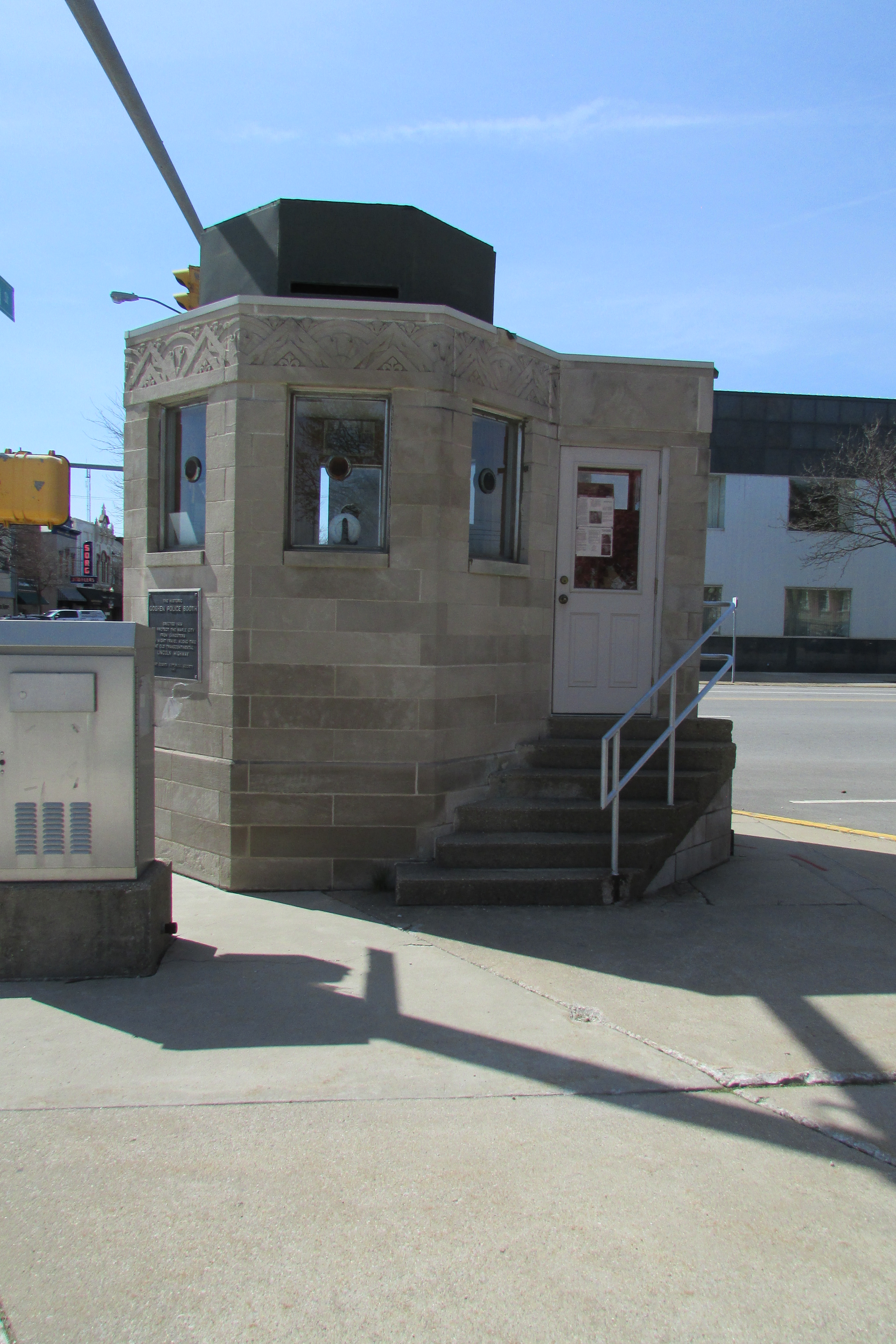
旧ゴーシェン交番

ゴーシェンの中心市街地はエルクハート川の東岸に、エルクハート郡庁舎を中心として形成されている。市中心部の街路は整然と区画されている。東西に通る通りはメイン・ストリートを境に西（W）と東（E）に分かれている。南北に通る通りはリンカーン・アベニューを境に北（N）と南（S）に分かれている。また、市中心部において南北に通る通りには数字がついており、エルクハート川から離れるほど数字が大きくなる（メイン・ストリートは「4thストリート」というカウントになっている）。エルクハート郡庁舎の敷地は東をメイン・ストリート、西を3rdストリート、南をリンカーン・アベニュー、北をクリントン・ストリートに囲まれた1ブロックを丸々占めている。また、メイン・ストリートとリンカーン・アベニューの北西角、エルクハート郡庁舎の敷地南東隅には、1939年に建てられた旧ゴーシェン交番が残されている。市中心部にはこのエルクハート郡庁舎をはじめとした歴史的建築物も多く建っており、全体がゴーシェン歴史地区として1983年に国家歴史登録財に指定されている。また、エルクハート郡庁舎はこれに先立って、1980年に単体で国家歴史登録財に指定されている。

## 政治

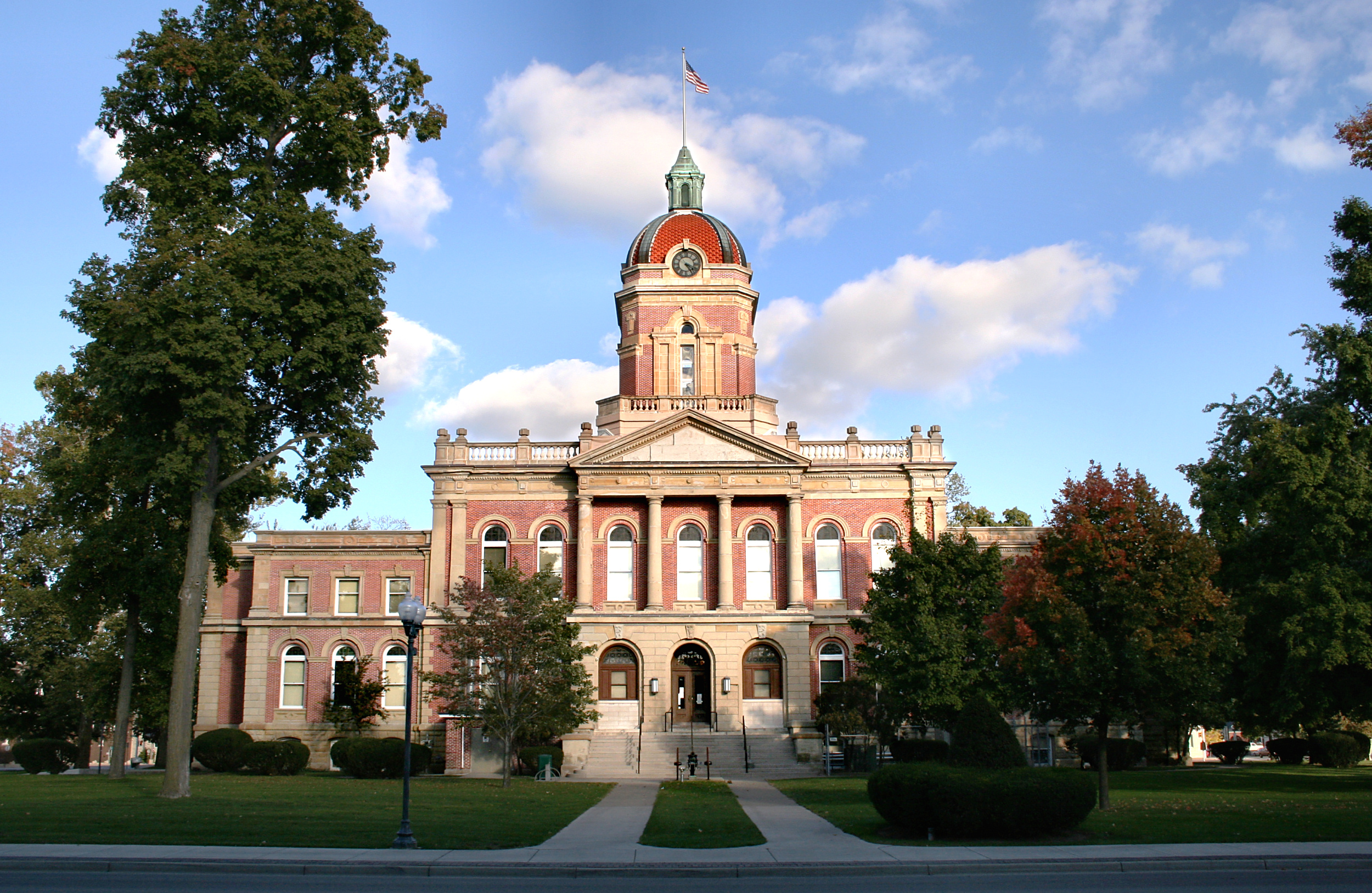
エルクハート郡庁舎

ゴーシェンは市長制を採っている。市長は市の行政の最高責任者であり、市政府各局の業務全般に責任を負う。市長は市の条例の施行、州法の遵守、市の債券・証書・契約への署名、および市議会における市の条例の承認・否認に権限を有し、また責任を負う。市長は選挙において全市から選出され、その任期は4年である。多選には特に制限は無いが、市長選の時点で、最短1年は市内に居住していることが立候補の要件となっている。
市の司法機関である市裁判所の長は市判事である。市裁判所が扱う事件は交通違反、条例違反、および軽犯罪に限定されている。市判事は全市から選出され、その任期は4年である。

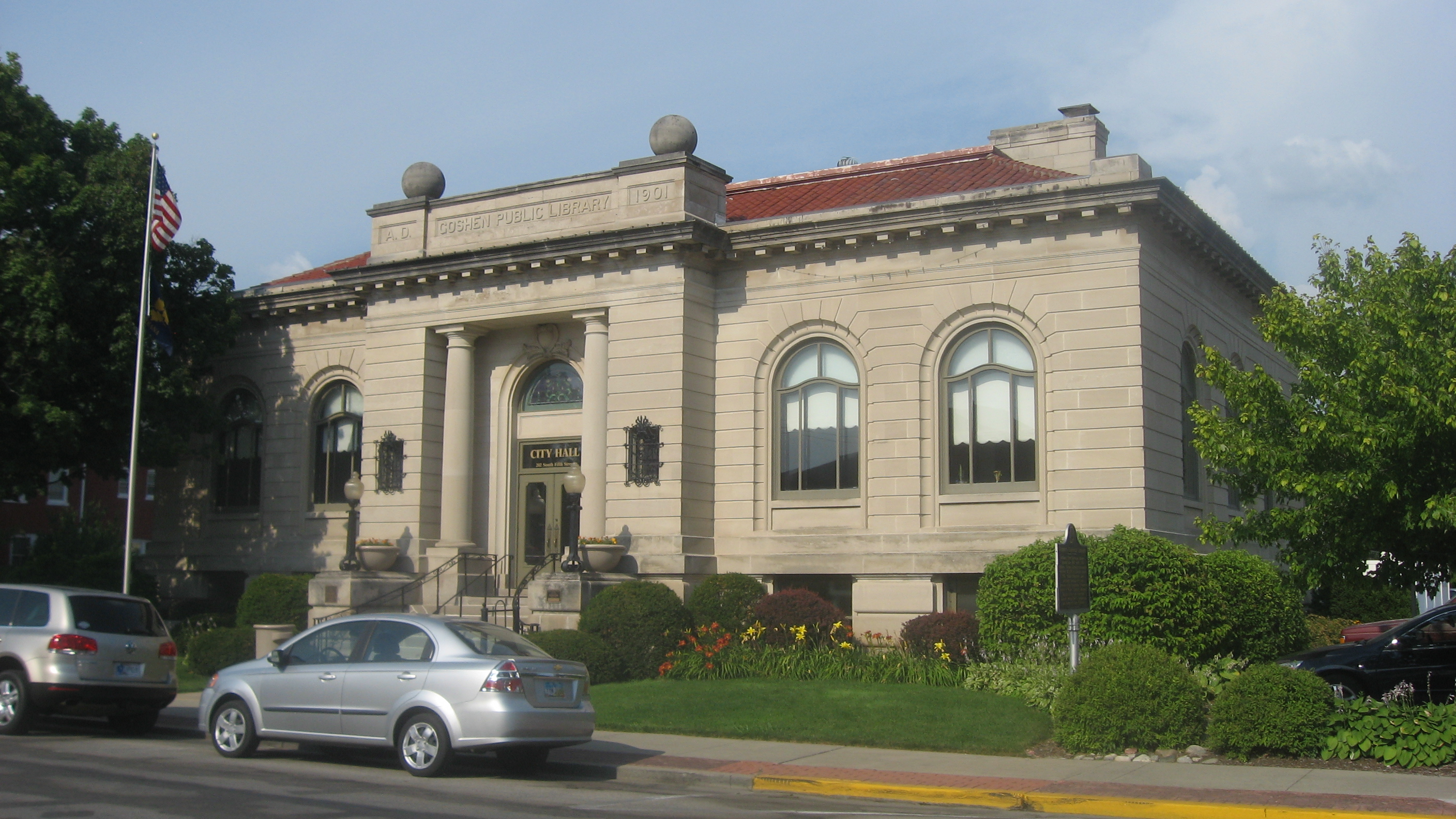
ゴーシェン市庁舎（旧カーネギー図書館）

市の立法機関である市議会は7人の議員から成っている。7人の市議員のうち、5人は市を5つに分けた小選挙区から1人ずつ選出され、残り2人が全市から選出される。市議員の任期は4年で、多選には特に制限は無い。また、市議会は若年市民の代表として、ユース・アドバイザーと呼ばれるポストを有しており、ゴーシェン高校の生徒の中から毎年5月に選出される（即ち任期は1年）。ユース・アドバイザーは市議会に出席し、議決に参加する権利も有している（ただし票としてはカウントされない）。また、市議会の議事録作成や、市政府の財政実務全般に責任を負う市書記・出納役も、選挙で全市から選出され、その任期は4年である。

## 経済
近隣のエルクハートが「世界のRVの都」と呼ばれ、エルクハート市内のみならず、エルクハート郡全体にレクリエーショナル・ビークル（RV）製造やその関連産業が集積しているが、ゴーシェンもその例に漏れず、その地域経済はRVとその関連産業を中心に回っている。市内に拠点を置くRV製造企業としては、フォレスト・リバーやキーストーンRVが挙げられる。また、RVをはじめとする自動車部品メーカーとしては、ザルツブルクに本社を置く世界的部品メーカーのベンテラーがゴーシェンに北米拠点の1つを置いているほか、地元で創業したゴム・プラスチック製品メーカーのトライアングル・ラバー・アンド・プラスチックスなどがある。加えて、クォリティ・ドライブ・アウェイやウェイブ・エクスプレスといった、RVを使用した運送会社もある。
2009年4月、世界金融危機（所謂リーマン・ショック）の影響で、エルクハート・ゴーシェン都市圏の失業率は18.8%を記録し、インディアナ州内最悪、全米でも調査対象372都市圏中ワースト4位となった。しかし、その後は劇的に改善し、2021年8月現在は3%台まで低下している。失業率については、エルクハート (インディアナ州)#失業率も参照のこと。

## 交通
ゴーシェンに最も近い商業空港は、サウスベンドのダウンタウンから北西へ約5.5km、ゴーシェンの中心部からは西北西へ約45km離れたサウスベンド国際空港（IATA: SBN）である。この空港にはアメリカン航空（ダラス・フォートワース、シャーロット）、デルタ航空（アトランタ、デトロイト、ミネアポリス・セントポール）、ユナイテッド航空（シカゴ・オヘア）の3大航空会社が全て就航しているほか、アレジアント・エアによるラスベガス、フェニックス・メサ、およびフロリダ方面への便が就航している。同空港は2014年に国際化し、名称もサウスベンド地域空港から現称のサウスベンド国際空港に改称した。しかし、2021年現在も、定期運航の国際線は就航していない。ゴーシェン市域南東端、市中心部の南東約5.5kmに立地するゴーシェン市営空港は、ゼネラル・アビエーションと呼ばれる、自家用機やチャーター機等の発着に専ら使われている空港である。
ゴーシェンに最も近いアムトラックの駅はエルクハートのダウンタウンにあり、シカゴとニューヨーク・ボストンを結ぶ長距離列車レイクショア・リミテッド号、および、シカゴとワシントンD.C.をクリーブランド・ピッツバーグ経由で結ぶ長距離列車キャピトル・リミテッド号が停車する。
ミシアナ地域政府協議会（Michiana Area Council of Governments）が運営するインターアーバン・トロリーはエルクハートを中心に5路線を有しており、そのうちレッド・ラインがエルクハートのダウンタウンとゴーシェンとを結んでいる。なお、「トロリー」という名がついてはいるが、架線から集電する電動のトロリーバスではなく、レトロな塗装を施した車体を用いたバスである。

## 教育

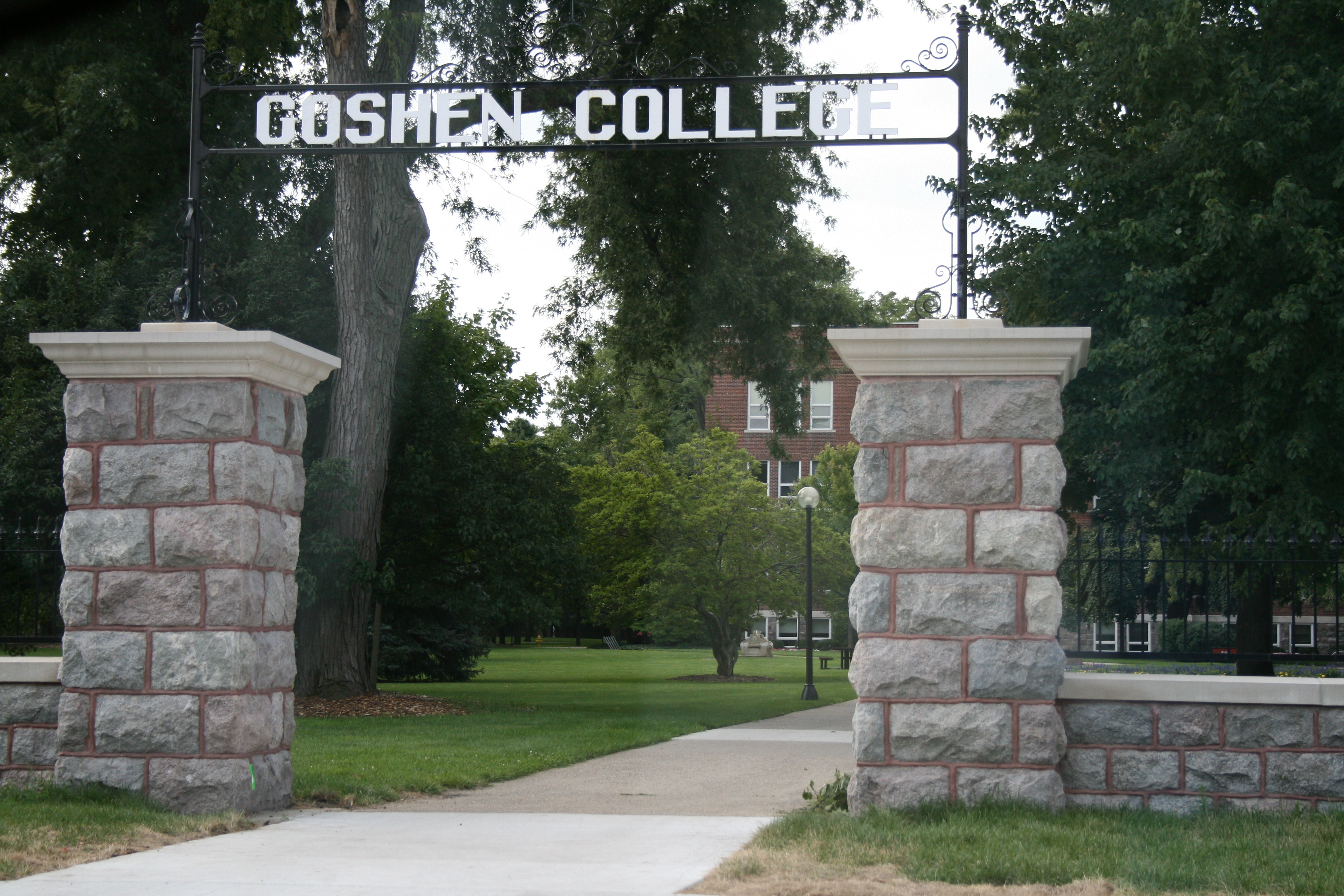
ゴーシェン大学

ゴーシェン大学は市中心部の南約2.5kmに135エーカー（546,000m2）のメインキャンパスを構えている。また、同学はゴーシェンのメインキャンパスに加えて、南東約50km、ノーブル郡内に1,189エーカー（481.2ha）のサンクチュアリ、メリー・リー環境学習センターを、またフロリダキーズに海洋生物学研究所を置いている。同学は1894年に創立したメノナイト（メノナイト教会USA）系の小規模なリベラル・アーツ・カレッジで、学部生約800人、大学院生約60人の学生を抱え、学生対教授の人数比は10:1、クラスサイズの平均は23人という、少人数制の教育を行っている。また、同学の学生の約1/4はメノナイトをはじめとするアナバプテストの信徒である。同学はスタディ＝サービス・ターム（Study-Service Term、SST）という、主として開発途上国に留学し、現地での奉仕活動と現地文化へのイマージョンに重きを置いた、ユニークな留学プログラムを有している。なお、同学はリベラル・アーツ・カレッジの特性上、学部での教養教育に重きを置いているが、経営学（オンラインMBA）、環境学、看護学の各修士、および看護学の博士（オンライン）と、プログラム4つの小規模なものではあるが、大学院も有している。ゴーシェン大学は、USニューズ&ワールド・レポート誌の大学ランキングでは、中西部の「地方区のリベラル・アーツ・カレッジ」の中で上位10位以内に入る評価を受けている。
ゴーシェンにおけるK-12課程はゴーシェン・コミュニティ学区の管轄下にある公立学校によって主に支えられている。同学区は小学校（幼稚園・1-5年生）7校（うち1校、プレーリービュー小学校のみ就学前・幼稚園・1-7年生）、中学校1校（ゴーシェン中学校、5-12年生）、高校1校（ゴーシェン高校、9-12年生）を有し、約6,600人の児童・生徒を抱えている。なお、市の一部は隣接学区の管轄区域に入っている。加えて、3-12年生を受け入れる小中高一貫のメノナイト教会USA系私立学校、ベサニー・クリスチャン学校も置かれている。
ゴーシェン最初の公立図書館は1903年に開館したカーネギー図書館であった。その後、1968年に市中心部のすぐ南の住宅街の中、メイン・ストリートとパール・ストリートの南東角に新しいゴーシェン公立図書館が建てられ、現在に至っている。もとのカーネギー図書館は、現在では市庁舎に転用されている。ゴーシェン・カーネギー公立図書館は、1983年に国家歴史登録財に指定されている。

## 文化と名所

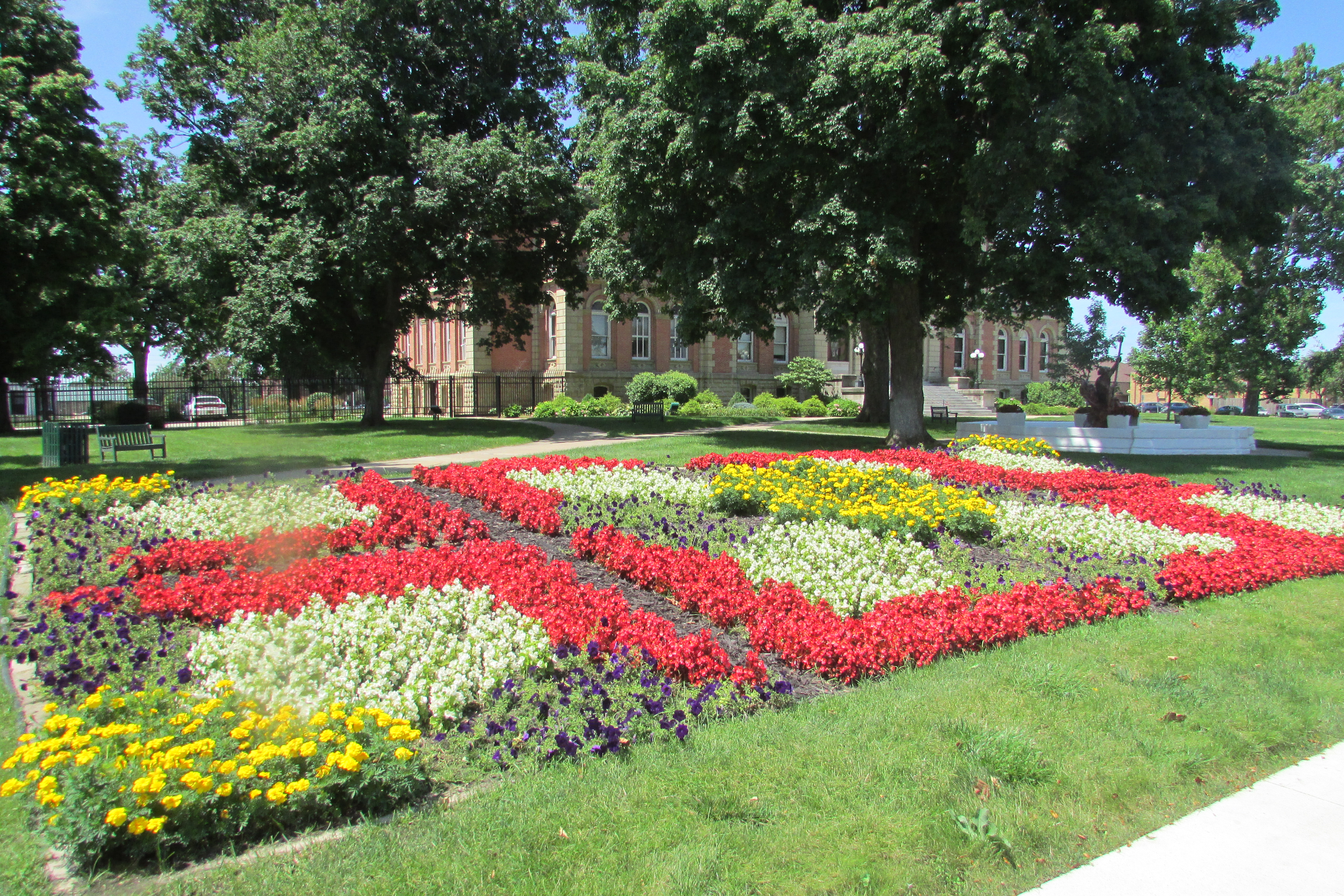
エルクハート郡庁舎敷地内のキルト・ガーデン

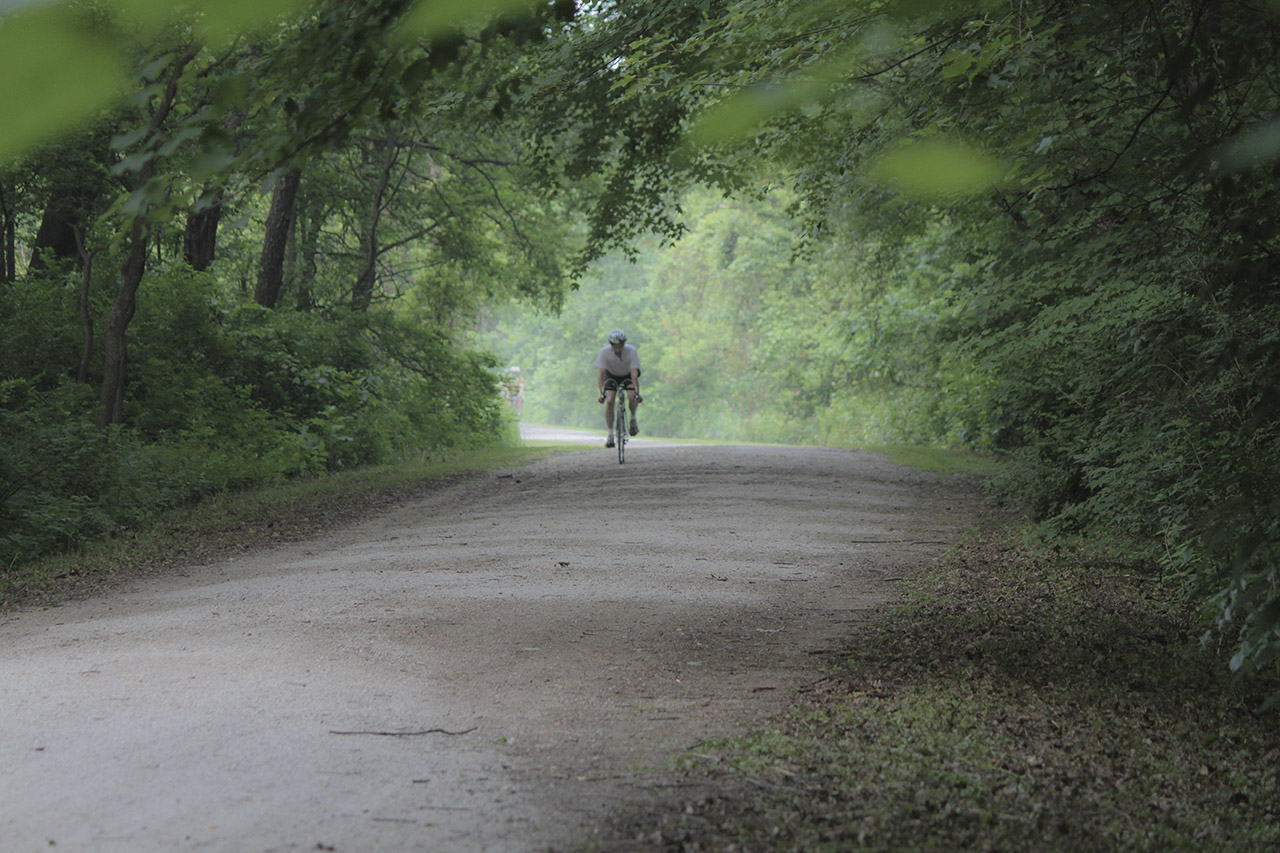
ゴーシェン近郊のパンプキンバイン・トレイル

ゴーシェンの市中心部、エルクハート郡庁舎のすぐ南東のブロックには、ゴーシェン歴史協会本部とその博物館が立地している。地元の歴史に関する事物を展示しているこの博物館は、もともとは1888年に建てられ、3代にわたって続いたアダムズ・ストアという商店で、1997年に同協会が買い取り、改修した後、博物館に転用したものである。また、同協会はこの博物館のほか、前述の旧ゴーシェン交番や、エルクハート郡庁舎敷地内に造られた、アーミッシュ式のキルト・ガーデンも管理している。
ゴーシェン市内にはメイプルシティ・トレイルと呼ばれる、総延長30マイル（48km）以上におよぶ遊歩道網が整備されている。ノーフォーク・サザン鉄道の軌道沿いに北西へは、エルクハートへと通ずる11.6マイル（18.7km）のメイプルハート・トレイルが整備されている。また、20世紀前半にゴーシェンから北東へ、ミシガン州スタージスとの間を結んでいたスタージス・ゴーシェン・アンド・セントルイス鉄道、通称パンプキンバイン鉄道（Pumpkinvine、カボチャのつるの意）の跡地は、ゴーシェンとラグレンジ郡シップシュワナとの間が舗装され、パンプキンバイン・ネイチャー・トレイルという遊歩道になっている。メイプルハート・トレイル、パンプキンバイン・ネイチャー・トレイルとも、メイプルシティ・トレイルと接続しており、これらを合わせると、エルクハート・ラグレンジ両郡にまたがり、アーミッシュの里を横断する、エルクハート～ゴーシェン～ミドルベリー～シップシュワナを結ぶ25マイル（40km）の遊歩道となっている。

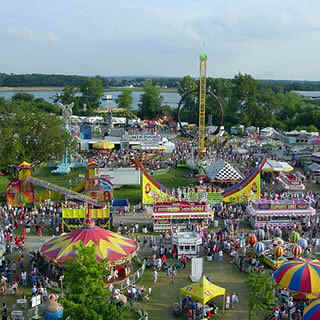
エルクハート郡4-Hフェア

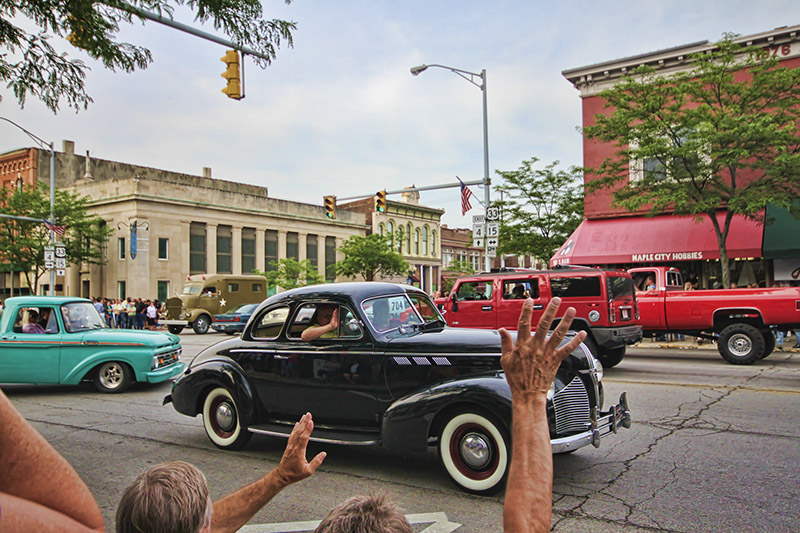
ファースト・フライデーズのイベントで市中心部を走るクラシックカー（2011年7月）

市の東に立地するエルクハート郡4-Hフェアグラウンドでは、毎年7月下旬にエルクハート郡4-Hフェアが行われる。このイベントの前身であるエルクハート・カウンティ・フェアは1851年に地元の農業協会によって始まったもので、1955年に、それまでエルクハートで開かれていたエルクハート郡4Hクラブのフェアと合併し、それ以降はゴーシェンにて現称で開かれている。このイベントはカウンティ・フェア（ステート・フェアの郡単位版）としては全米最大級のもので、9日間にわたる会期中、20万人を超える動員数を誇る。
毎年7月上旬には、ゴーシェン市営空港でアメリカズ・フリーダム・フェストという航空ショーが行われる。このイベントは、時期的にも近接している独立記念日の花火大会や、地元高校生による、国の歴史における愛国的要素を題材とした作文コンテストともタイアップしている。加えて、このイベントにおいては、5km競走/歩や、ローターズ・ン・リブズというヘリコプターのイベントも行われる。
また、市中心部では毎月第1金曜日に、その名も「ファースト・フライデーズ」と呼ばれる、月替わりの様々なイベントが行われる。このイベントは2007年に始まったもので、2020年には新型コロナウイルス感染症流行のため中止されたが、2021年8月に復活した。
2005年に公開された映画「リターン・トゥー・マイ・ラヴ」（原題: Lonesome Jim）は、地元ゴーシェン出身の脚本家ジェームズ・C・ストラウスが脚本を手がけ、ゴーシェンを舞台とした作品で、撮影もゴーシェンで行われた。同作の監督はスティーヴ・ブシェミ、主演はケイシー・アフレックおよびリヴ・タイラーが務めた。

## 人口推移
以下にゴーシェン市における1850年から2020年までの人口推移をグラフおよび表で示す。エルクハート・ゴーシェン都市圏はエルクハート郡1郡のみで成っている。サウスベンド・エルクハート・ミシャワカ広域都市圏全体の人口については、サウスベンド (インディアナ州)#都市圏を参照のこと。
| 統計年 | 人口     |
| ------ | -------- |
| 1850年 | 780人    |
| 1860年 | 2,053人  |
| 1870年 | 3,133人  |
| 1880年 | 4,123人  |
| 1890年 | 6,033人  |
| 1900年 | 7,810人  |
| 1910年 | 8,514人  |
| 1920年 | 9,525人  |
| 1930年 | 10,397人 |
| 1940年 | 11,375人 |
| 1950年 | 13,003人 |
| 1960年 | 13,718人 |
| 1970年 | 17,871人 |
| 1980年 | 19,665人 |
| 1990年 | 23,797人 |
| 2000年 | 29,383人 |
| 2010年 | 31,719人 |
| 2020年 | 34,517人 |

## 姉妹都市
ゴーシェンは以下1都市と姉妹都市提携を結んでいる。
- ベックスバッハ（ドイツ・ザールラント州） - 1979年6月提携[69]

## 註
1. ↑  City of Goshen. Goshen College. 2021年10月1日閲覧.
2. ↑  QuickFacts: Goshen city, Indiana. U.S. Census Bureau. 2020年.
3. ↑  QuickFacts: Elkhart county, Indiana. U.S. Census Bureau. 2020年.
4. ↑  QuickFacts. U.S. Census Bureau. 2020年.
5. ↑  Our History. Elkhart County, Indiana. 2021年10月4日閲覧.
6. ↑  創世記 45:10、出エジプト記 8:22など
7. ↑  Stadt, Jerry. Small Historic Towns in America: Goshen, Indiana. Freedom Project Education. 2015年. 2021年10月4日閲覧.
8. ↑  Shenk, Dan. Goshen, Indiana: From 'Sundown Town' in 20th Century to 'Resolution' in 21st Century. pp.4-5. Goshen Resilience Guild. 2018年10月11日. 2021年10月5日閲覧.
9. 1 2  Simpson, Richard McClelland, III. The New York Central in Indiana. Indiana Transportation History. 2019年9月17日. 2021年10月6日閲覧.
10. 1 2  Simpson, Richard McClelland, III. Winona Interurban. Indiana Transportation History. 2020年9月15日. 2021年10月6日閲覧.
11. ↑  Bulletin 8. Northern Indiana Railway. 1939年. Qtd by Central Electric Railfans' Association. 2008年. 2021年10月6日閲覧.
12. ↑  April 11, 1965 – Indiana’s deadliest tornado outbreak; The Palm Sunday outbreak. WXIN. 2019年4月11日. 2021年10月4日閲覧.
13. ↑  Storm Events Database: Tornados between April 10 and 12, 1965. National Oceanic and Atmospheric Administration. 2021年10月4日閲覧.
14. ↑  Hertzuer, Gerry. Immigration top story of 2006. The Goshen News. 2006年12月30日. 2021年10月5日閲覧.
15. ↑  Resolution 2015-08: A Resolution Acknowledging the Racially Exclusionary Past of Goshen, Indiana, as a 'Sundown Town'. City of Goshen, Indiana. 2015年3月17日. 2021年10月6日閲覧.
16. ↑  Crothers, Julie. Goshen City Council approves resolution acknowledging 'sundown town' past. Goshen News. 2015年3月17日. 2021年10月6日閲覧.
17. ↑  Goshen repents of being a 'sundown town'. Anabaptist World. 2021年10月6日閲覧.
18. ↑  King, Marshall V. Rally in Goshen for immigrants and refugees. South Bend Tribune. 2017年11月19日. 2021年10月5日閲覧.
19. ↑  Geller, Adam. A community that backed Trump says no to migrant detention. Associated Press. 2018年7月31日. 2021年10月5日閲覧.
20. 1 2 3  INDIANA - Elkhart County. National Register of Historic Places. 2021年10月1日閲覧.
21. 1 2  Historical Weather for Goshen, Indiana, United States of America. Weatherbase.com. 2021年9月29日閲覧.
22. ↑  Edwards, Beth. Galvanized by disaster. Indiana Environmental Reporter. 2019年11月11日. 2021年10月1日閲覧.
23. ↑  Climate Leadership Summit. Earth Charter Indiana. 2021年10月1日閲覧.
24. 1 2  Goshen Police Booth. Goshen Historical Society. 2021年10月3日閲覧.
25. 1 2 3  Mayor's Office. City of Goshen, Indiana. 2021年10月1日閲覧.
26. 1 2 3 4  Elected Officials. City of Goshen, Indiana. 2021年10月1日閲覧.
27. ↑  City Court. City of Goshen, Indiana. 2021年10月1日閲覧.
28. 1 2 3 4  City Council. City of Goshen, Indiana. 2021年10月1日閲覧.
29. ↑  Clerk-Treasurer's office. City of Goshen, Indiana. 2021年10月1日閲覧.
30. ↑  Contact Us. Forest River. 2021年10月8日閲覧.
31. ↑  Business Directory: Manufacturers. Goshen Chamber of Commerce. 2021年10月8日閲覧.
32. ↑  Benteler at a Glance: Global Presence. Benteler International. 2021年10月8日閲覧.
33. ↑  About Us. Triangle Rubber and Plastics. 2021年10月8日閲覧.
34. ↑  Business Directory: Recreational Vehicle Transport. Goshen Chamber of Commerce. 2021年10月8日閲覧.
35. ↑  Pepitone, Julianne. .Unemployment: 109 cities at 10% or higher: Government survey shows jobless rate grows in all 372 metro areas, with 15% joblessness in 18 of them. CNN. 2009年4月29日. 2021年10月8日閲覧.
36. ↑  Elkhart-Goshen, Indiana Unemployment. Department of Numbers. 2021年10月8日閲覧.
37. ↑  South Bend Int'l. Airport Master Record. Federal Aviation Administration. 2021年9月9日. 2021年9月15日閲覧.
38. ↑  Airlines. South Bend International Airport. 2021年9月5日閲覧.
39. ↑  Culp, Alice and Amanda Gray. South Bend airport adds 'international' to name. South Bend Tribune. 2014年4月24日. 2021年9月5日閲覧.
40. ↑  Goshen Muni. Airport Master Record. Federal Aviation Administration. 2021年9月9日. 2021年10月1日閲覧.
41. ↑  Lake Shore Limited. Amtrak. 2021年9月5日閲覧.
42. ↑  Capitol Limited. Amtrak. 2021年9月5日閲覧.
43. ↑  Routes. Michiana Area Council of Governments. 2021年9月15日閲覧.
44. 1 2 3 4  Quick Facts. Goshen College. 2021年10月2日閲覧.
45. ↑  About Merry Lea. Merry Lea Environmental Learning Center, Goshen College. 2021年10月2日閲覧.
46. ↑  Study-Service Term (SST). Goshen College. 2021年10月2日閲覧.
47. ↑  Graduate Programs. Goshen College. 2021年10月2日閲覧.
48. ↑  Best Regional Colleges Midwest Rankings. U.S. News & World Report. 2021年. 2021年10月2日閲覧.
2022年版（2021年発行）では8位であった。
49. ↑  Goshen Community Schools. U.S. News & World Report. 2021年10月3日閲覧.
50. ↑  Mennonite Schools Map. Mennonite Educations Agency. 2021年10月3日閲覧.
51. ↑  Lower School, Middle School, High School. Bethany Christian School. 2021年10月3日閲覧.
52. ↑  About. Goshen Public Library. 2021年10月3日.
53. ↑  Adams Store History. Goshen Historical Society. 2021年10月9日閲覧.
54. ↑  Goshen Quilt Garden. Goshen Historical Society. 2021年10月9日閲覧.
55. ↑  Trails. Department of Parks and Recreation, City of Goshen, Indiana. 2021年10月10日閲覧.
56. ↑  Mapleheart Trail. Indiana Trails. 2021年10月10日閲覧.
57. ↑  Harrison, Greg. Goshen, IN to Findley, MI. Abandoned Rails. 2021年10月10日閲覧.
58. ↑  About Pumpkinvine Nature Trail. Friends of Pumpkinvine Nature Trail. 2021年10月10日閲覧.
59. ↑  Trail Information, Map. Friends of Pumpkinvine Nature Trail. 2021年10月10日閲覧.
60. ↑  About Us. Elkhart County 4H Fair and Agricultural Exposition. 2021年10月11日閲覧.
61. ↑  Elkhart County 4-H Fair. Northern Indiana Tourism Development Commission. 2021年10月11日閲覧.
62. ↑  Appelbaum, Ciara. The top 22 state fairs in the US, ranked: 7. Elkhart County 4-H Fair in Goshen, Indiana. Insider. 2017年9月23日. 2021年10月11日閲覧.
63. ↑  About. America's Freedom Fest. 2021年10月11日閲覧.
64. ↑  Downtown Goshen Events. Downtown Goshen. 2021年10月11日閲覧.
65. ↑  Lonesome Jim. IMDb. 2021年10月11日閲覧.
66. ↑  Gibson, Campbell. Population of the 100 Largest Cities and Other Urban Places in the United States: 1790 to 1990. US Census Bureau. 1998年6月.
67. ↑  Sister cities of Goshen, Indiana. Sister Cities of the World. 2021年9月28日閲覧.
68. ↑  Sister City Program. City of Goshen, Indiana. 2021年9月28日閲覧.
69. ↑  Learn About Goshen's Sister City Program. City of Goshen, Indiana. 2021年9月28日閲覧.